# Karolina z Ostaszewskich Wojciechowska

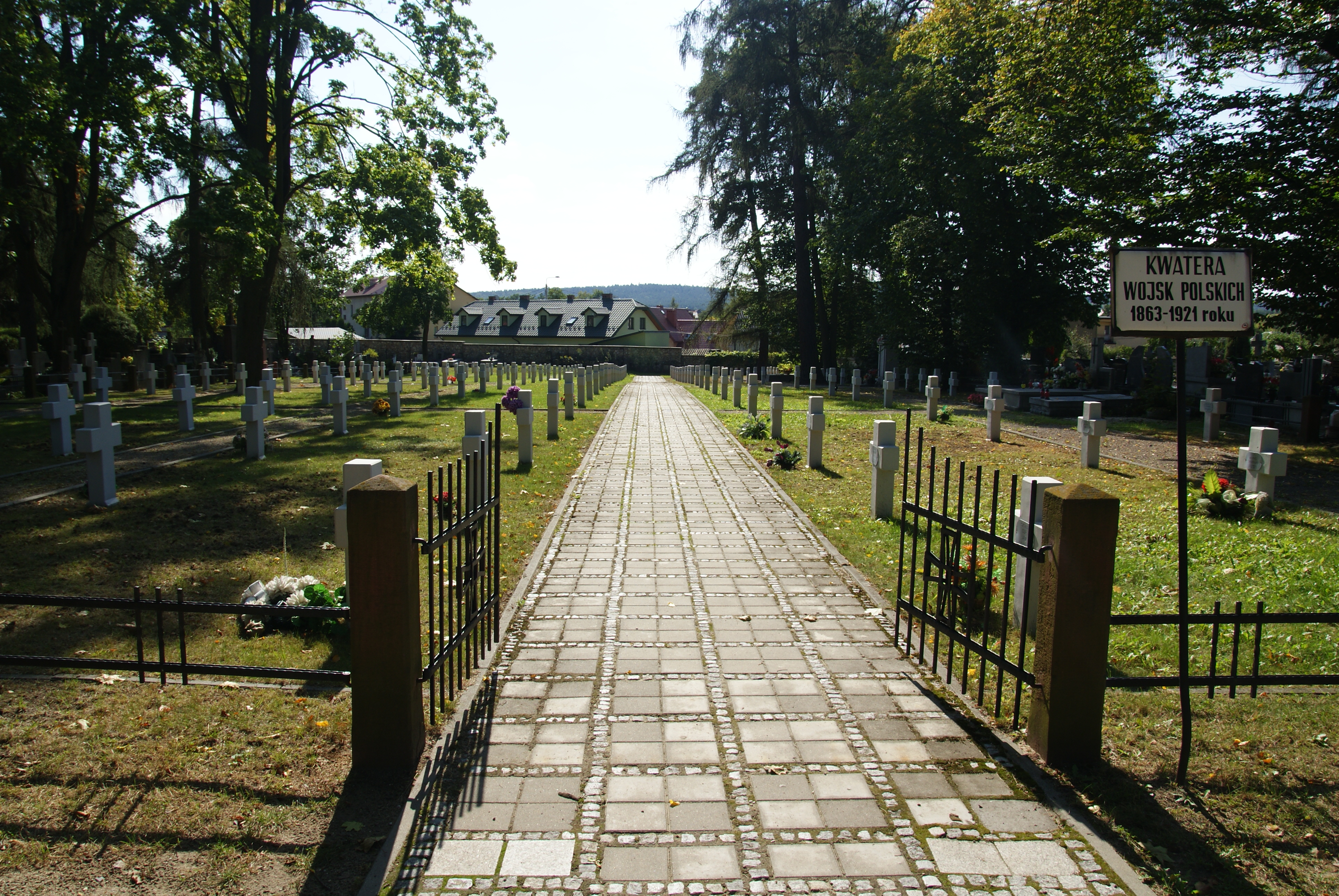
Cmentarz wojsk polskich w Kielcach

Karolina z Ostaszewskich Wojciechowska (ur. 6 stycznia 1837 w Pilicy, zm. 3 grudnia 1929 w Kielcach) – polska działaczka niepodległościowa, uczestniczka tajnych organizacji kobiecych, kurierka w powstaniu styczniowym 1863 r.

## Życiorys
Urodziła się jako córka Karola i Franciszki z Dobrakowskich. Jej ojciec, Karol Ostaszewski (1795-1879), był szwoleżerem Gwardii napoleońskiej. Stracił wzrok w bitwie narodów pod Lipskiem 1813 r. Po wojnie zamieszkał w Zarzeczu, na przedmieściu Pilicy, gdzie dnia 6 stycznia 1837 roku urodziła się jego córka Karolina (w sąsiedztwie, w rodzinnym majątku Ostaszewskich Kleszczowa, mieszkały siostry Karola Ostaszewskiego).
Wychowana w tradycjach patriotycznych, otrzymała staranne wykształcenie; jej nauczycielami byli m.in. pisarz Józef Korzeniowski i historyk Kazimierz Stronczyński.
Podczas powstania styczniowego działała w tajnej organizacji kobiecej. Dowoziła powstańcom leki, opatrunki, żywność i ubrania. Pełniła służbę wywiadowczą, przewoziła zlecenia i depesze między oddziałami powstańczymi. Za działalność kurierską otrzymywała wyrazy uznania powstańców i adiutantki powstańczych dowódców, Anny Pustowójtówny.
Pomagała w organizowaniu przerzutu do Galicji rozbitków z powstania, zagrożonych zsyłką na Sybir. Na jej przechowaniu znajdowała się pieczątka ekspozytury Rządu Narodowego. Dnia 15 listopada 1863 została aresztowana  i skazana na zesłanie. Dzięki staraniom jej ociemniałego ojca, którym się opiekowała, została wypuszczona na wolność przez dowódcę wojsk rosyjskich, Węgra Czengiery’ego. Jednakże majątek, będący w posesji Ostaszewskich w Kleszczowej, choć znajdował się w rękach jej ciotek, został rodzinie skonfiskowany.  
Po klęsce powstania styczniowego podjęła działalność pedagogiczną; w listopadzie 1864 została nauczycielką polskiego i francuskiego w gimnazjum żeńskim w Piotrkowie. W 1865 wyszła za mąż za Teofila Wojciechowskiego, nauczyciela w Wawrzeńczycach, oddanego szerzeniu oświaty na wsi, w czym mu pomagała ucząc religii i historii Polski, pomimo surowego zakazu władz rosyjskich. W 1882 przeniosła się do Kielc, gdzie jej mąż otrzymał posadę nauczyciela szkoły powszechnej. W 1884 owdowiała, wcześniej pochowawszy kilkoro swoich dzieci; przy życiu pozostała jedna jej córka, Władysława.
Zmarła w Kielcach dnia 3 grudnia 1929. We wspomnieniach jednego z weteranów powstania 1863 roku, Kacpra Borzęckiego, pozostawiła po sobie pamięć “matrony staroszlacheckiej o dobrym sercu i podniosłych ideałach, miała „umysł wszechstronny, encyklopedyczny, dar wymowy, niezwykły humor i dowcip” i była kobietą “o niewyczerpanej pogodzie ducha i usposobieniu, które wytwarzało dokoła wśród znajomych i najbliższego otoczenia atmosferę radosną”. 
Jej grób znajduje się na cmentarzu Wojsk Polskich w Kielcach.